# 인지부조화
인지부조화(cognitive dissonance)는 자신의 태도와 행동이 일관되지 않고 모순되어 양립할 수 없는 상태이다.

## 정의
심리학에서, 인지부조화란 두 가지 이상의 반대되는 믿음, 생각, 가치를 동시에 지닐 때 또는 기존에 가지고 있던 것과 반대되는 새로운 정보를 접했을 때
개인이 받는 정신적 스트레스나 불편한 경험등을 말한다. 레온 페스팅거(Leon Festinger)의 인지 부조화 이론은 사람들의 내적일관성에 초점을 맞췄다. 불일치를 겪고 있는 개인은 심리적으로 불편해질 것이며, 이런 불일치를 줄이고자 하거나, 불일치를 증가시키는 행동을 피할 것이다. 개인이 이러한 인지부조화를 겪을 때 공격적, 합리화, 퇴행, 고착, 체념과 같은 증상을 보인다고 알려져 있다.

## 인지부조화 이론
인지부조화는 사람들이 자신의 태도와 행동 따위가 서로 모순되어 양립할 수 없다고 느끼는 불균형 상태를 가리키며 이러한 맥락에서 인지부조화이론(cognitive dissonance theory)은 사람들이 자신의 태도와 행동 등이 서로 모순되어 양립될 수 없다고 느끼는 불균형 상태가 되었을 때, 이를 해소하기 위해서 자신의 인지(태도)를 변화시켜 조화 상태를 유지하려 한다는 주장이다. 이를 자기합리화라고 한다.

## 인지 간의 관계
인지 간의 관계는, 두 개의 인지들의 관계와 인지와 행동의 관계로 정리할 수 있다. 이러한 인지간의 관계에서 개인들은 그들의 태도나 행동을 여러 방법을 통해 조절할 수 있다.
```
인지와 행동이 일치할 경우 - 두 인지나 행동이 다른 하나와 관련이 있을 때
인지와 행동이 무관할 경우 - 두 인지나 행동이 다른 하나와 관련이 없을 때
인지와 행동이 불일치할 경우 - 두 인지나 행동이 다른 하나와 반대될 때
```

## 인지부조화의 강도
두 개의 반대는 인지와 행동으로부터 오는 부조화의 정도는 두 가지 요인에 달려있다.
```
1. 인지의 중요성: 더 중요한 가치에 중점을 두고, 그에 따라 부조화의 강도가 커진다.
2. 인지의 비중: 불일치하는 요소가 차지하는 비중
```

위에서 언급한 인지 부조화의 강도에 따라 인지 부조화를 줄이고자 하는 행동이 나타날 수 있다.

## 인지부조화를 감소시키는 방법
인지부조화 이론은 개인이 그들의 경험과 현실사이에서 일치를 추구할 것이라는 가정으로 시작되었다. 이런 이유로 사람들은 그들의 인지나 행동을 다른 것과 일치시키기 위해 불일치를 해소하려고 할 것이다. 이러한 노력은 사람들에게 긴장과 스트레스를 줄여준다. 레온 페스팅거의 말에 따르면 네 가지 방법으로 부조화를 줄일 수 있다.
예를 들어, 어떤 사람이 더 이상 술을 먹지 않겠다고 다짐했다고 생각해보자. 그러나 소주 한 병을 마셨다. 이 때 부조화를 줄이기 위해서 다음과 같은 방법을 사용한다.
```
1.행동을 바꾼다. (소주를 더 이상 마시지 않는다.)
2.인지를 바꾼다(행동을 정당화한다). (조금씩은 마셔도 상관없다.)
3.새로운 인지를 통해 행동이나 인지를 정당화한다. (적당량의 술은 신체에 긍정적이다.)
4.가지고 있는 믿음에 의한 정보를 무시하거나 부정한다. (소주는 술이 아니다.)
```

## 이론과 연구결과
페스팅거의 실험에 의하면, 대부분의 인지부조화 연구는 주요한 네 가지의 패러다임의 형태를 취한다.

### 믿음/불일치 패러다임
부조화는 사람들이 그들의 믿음에 부합하지 않는 정보에 직면했을 때 느끼는 상태이다. 만약 부조화를 겪고 있는 자가 자신의 신념의 변화로써 부조화가 해소되지 않는다고 생각한다면, 자신과 비슷한 사람들을 찾고, 다른 사람들을 설득하려는 시도를 통해 부조화를 해결할 것이다.
인지부조화의 초기단계는 1956년 레온 페스팅거의 책에서 나타난다. 책에선 UFO착륙에 대한 예언이 잘못된 예언이었을 때, 신도들의 변화를 설명한다. 신도들은 정해진 시간에 정해진 장소에서 만났고, 그들만이 지구의 파괴로부터 살아남을 것이라고 믿었다. 그러나 예언시간이 되었을 때, 아무런 일이 일어나지 않았다. 신도들은 심한 인지부조화를 겪었다. 그러나 신도들은 반대되는 현실을 부정하기 위해 부조화를 받아들이게 된다. 그들은 외계인들이 지구에 두번째 기회를 준다고 믿었고, 외계인들이 지구를 망치는 일을 두라는 말을 전하라고 했다고 주장했다. 이 종교단체는 예언에 실패하지만 더욱 사람들에게 개종을 권유하기 시작했다.

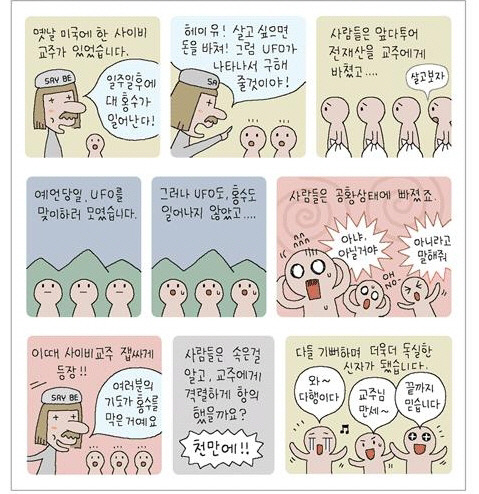
믿음/불일치 패러다임 만화

### 유도된 복종 패러다임
레온 페스팅거는 1959년 실험에서 학생들에게 지루한 일을 하도록 부탁했다. 그리고 이 일은 학생들이 강하고 부정적 태도를 갖도록 설계되었다. 실험 전에, 레온 페스팅거는 몇몇 학생들에게 이 일을 한 후에, 이 일을 긍정적인 일이라고 인식하라고 지시했다. 다른 몇몇 학생들에게는 이 일이 매우 흥미롭다고 다른 실험자들을 설득하라고 지시했다. 긍정적으로 인식하라는 지시를 받은 집단은 20달러를 받았고, 설득을 지시받은 집단은 1달러를 받았다. 아무런 지시를 받지 않은 집단은 다른 보상이 없었다.
연구결과 1달러를 받은 집단이 20달러를 받은 집단보다 훨씬 더 긍정적으로 일에 대해 평가했다. 그리고 1달러를 받은 집단은 누군가에게 이 일이 재밌다고 설득하면서, 지루하다는 것을 더욱 명확히 느꼈고 이 과정에서 인지부조화를 경험했다고 말했다. 이는 1달러를 받은 집단만이 그 태도를 갖도록 요구받았기 때문이다. 반면, 20달러를 받은 집단은 행동을 외부정당화했다. 다시 말해 태도에서 비롯된 행동이 아닌 것이다. 그렇기 때문에 1달러를 받은 집단에 비해서 인지부조화를 상대적으로 적게 경험하게 되었다.

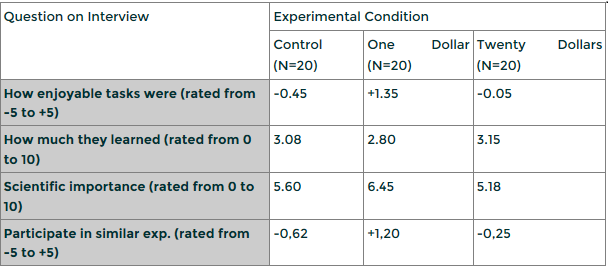
레온 페스팅거의 '유도된 복종 패러다임' 실험 결과 표

 또, 유도된 복종 패러다임의 다른 실험이 있다. 1963년 아른슨과 칼스미스에 의해 진행되었는데, 장난감을 이용해 아이들의 정당화를 알아보는 실험이었다. 이 실험에서, 아이들은 그들이 원하는 장난감을 포함해, 다양한 장난감이 있는 방에 남겨진다. 실험자들은 피실험자인 아이들의 절반에게 만약 특정한 장난감을 가지고 놀 경우 심한 체벌이 있을 것이라고 경고했고, 반면,다른 절반에게는 가벼운 체벌이 가해질 것이라고 말했다. 이 실험에서 모든 아이들은 장난감을 가지고 노는 것을 꺼려했다. 그 다음, 아이들에게 모든 장난감을 자유롭게 가지고 놀아도 된다고 허락했다. 특이하게도, 가벼운 체벌을 받는다고 말했던 집단에서 장난감을 덜 가지고 놀았다. 이 실험에서, 가벼운 위협을 받은 아이들은 자신이 장난감을 가지고 놀지 않은 이유가 체벌때문이 아니고, 장난감이 처음부터 가지고 놀 가치가 없다고 생각함으로써 자신의 부조화를 해소시켰던 것이다. 2012년 똑같은 실험이 진행되었다. 다만 다른 것은 클래식 음악을 아이들에게 들려줬다는 것이었다. 그러자 위의 결과와 달리, 음악을 들려준 아이들은 장난감을 거부감없이 잘 가지고 놀았다. 이는 음악이 인지부조화를 경감시킨다는 것을 의미하는 실험결과로서 앞으로 연구에 큰 의의를 가질 것이다.

### 자유 선택 패러다임
Jack brehm이 실행한 실험에서 나타난 패러다임이다. 그는 제자들에게 가전제품을 평가하게 했고, 두개의 가전제품 중 하나를 택해 가져가게 했다. 그리고 다시 평가하게 했다. 참가자들은 자신들이 선택한 것을 좋게 평가했고, 선택하지 않은 것은 낮게 평가했다.
이는 인지부조화의 관점에서 설명할 수 있는데, 자신이 선택한 것 외에 다른 것의 장점이 양립할 수 없고 부조화를 일으킨다는 것이다. 다시 말해, "나는 X를 선택했어."라는 결정은 "Y에서도 마음에 드는 점이 있네."라는 인지와 서로 부조화한다는 것이다.

### 노력 정당화 패러다임
부조화는 개인들이 목표한 바를 이루기 위해 자발적으로 원하지 않는 행동을 할 때 발생할 수 있다. 이는 목표에 대한 간절함을 과장할 때 감소될 수 있다. 엘리엇 아론슨 (Aronson)과 밀스(Judson Mills)는 실험에서 피실험자를 두 집단으로 나눠 어떤 단체에 가입하는 것을 지시했고, 그 과정에서 한 집단은 까다로운 가입조건을 겪게 했고, 반면, 다른 집단은 좀 더 쉬운 가입조건을 겪게 했다. 까다로운 가입조건을 겪게 된 집단은 이상한 활동을 지시 받았고, 단체자체도 지루하고 재미없게 설계되었다. 그러나 흥미로운 사실은 이러한 집단이 쉬운 초기과정을 겪은 집단보다 그룹을 흥미롭게 여겼다는 사실이다. 자신이 큰 노력을 들여 목표를 이루면 그것의 결과에 비해 좋게 평가하는 것이다.

## 예시

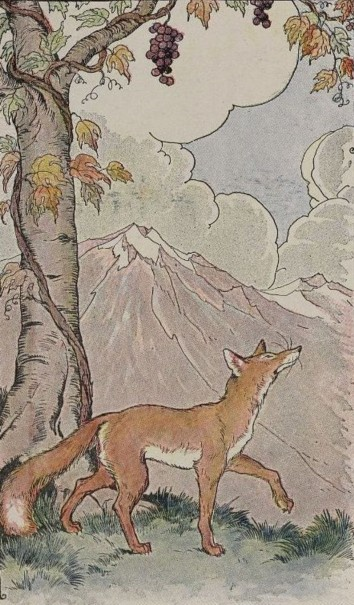
"여우와 포도", 이솝 작.
여우가 포도에 닿는것을 실패했을 때, 여우는 포도를 참으로 원하지 않는다고 결심한다. 인지부조화의 이론에 따르면 합리화(변명을 만드는 것)는 서로 상충되는 인지들과의 불안감을 줄이는데 종종 관여한다.

### "여우와 포도"
인지부조화의 고전적인 설명은 이솝의 "여우와 포도"라는 우화에서 표현되어 있다. 이 이야기에서 여우는 높은 곳에 매달려 있는 포도를 보고 이를 먹고 싶어한다. 여우가 그것을 닿을 수 없다고 생각하자, 그는 포도가 아직 덜 익었거나 실 것이라며 먹을 가치가 없다고 결정 내린다. 이 이야기의 교훈은 ‘모든 멍청이들은 자신이 가지지 못한 것을 경멸할 수 있다’이다. 이 예는 다음과 같은 패턴을 따른다: 무언가를 원한다. 그것을 얻을 수 없다는 것을 알게 된다. 그것을 비판하며 자신의 부조화를 줄인다. 욘 엘스터는 이와 같은 패턴을 ‘좋을 대로 적응하기(adaptive preference formation)’라고 불렀다.

### 인지부조화가 특정한 경우에서 발생할 때의 예
인지부조화는 다음과 같은 경우에 발생할 수 있다:

- 논리적 모순

만약 어떤 사람이 인간은 가까운 미래에 달에 이를 수 있다고 믿고 또한 사람은 지구에서 떠날 수 있는 기계를 구축할 수 없다고 믿는다면 이 두 인지는 서로 부조화를 이룬다. 사람의 관점은 그 개인의 사고 과정안에 있는 논리적인 배경을 따른다.
- 문화적 관습

만약 어떤 사람이 격식을 차린 저녁에서 다루기 힘든 닭의 뼈를 손으로 들었다면, 그가 하고 있는 행동에 대한 인식은 그가 알고 있는 격식을 차린 식사 예절의 인식과는 다르다. 이러한 부조화는 문화가 어떤 것이 일치하고 어떤 것은 그렇지 않은지 정의 내리기 때문이다. 다른 문화에서는 두 가지 인식이 전혀 부조화를 이루지 않을 수 있다.
- 어떤 생각이 자신의 일반적 가치관과 배치될 때

따라서 만약 어떤 사람이 B당을 옹호하지만 선거에서 A당의 후보자를 더 지지한다면 이 두 가지 의견에 해당하는 인지적인 요소는 부조화를 이룰 것이다. 왜냐하면 B당을 지지하는 것은 B당의 후보를 지지하는 것을 포함하기 때문이다.
- 과거의 경험

만약 어떤 사람이 빗속에서 서있지만 그 자신이 젖고 있다는 증거를 찾지 못할 때 이 두 가지 인지는 부조화를 이룰 수 있다. 그가 비올 때 밖에 있으면 젖는다는 것을 경험적으로 알기 때문이다. 만약 어떤 사람이 비 속에 있던 경험이 없다면 두 가지 인식은 부조화를 이루지 않을 것이다.

### 실제 사례
- 담배

우리가 일상생활에서 가장 쉽게 접할 수 있는 사례이다. 우리는 주변에서 담배를 피우지 않겠다고 생각하면서도 계속해서 담배를 피우는 사람들을 목격할 수 있다. 그들은 자신들의 몸에 담배가 해롭다는 것을 알고 끊어야 한다는 생각을 한다. 하지만 담배를 끊는 행동보다 담배를 피우는 행동을 정당화하여 자신의 생각을 바꾸는 것이 쉽고 편하기 때문에 대부분의 사람들은 담배를 계속해서 피운다. 그들은 주로 '담배 때문에 병에 걸리는 사람은 극소수여서 난 피워도 안 걸릴거야.' '금연하는 스트레스로 인해 생기는 질병이 더 크고 무섭다'라고 생각을 변화시켜 자신의 담배를 피우는 행동을 정당화한다.
- 서정희

서정희씨는 남편인 서세원씨로부터 폭행을 당했다고 주장하여 고소했다. 결국 징역 6개월, 집행유예 2년의 형을 받고 형사소송이 종결되었다. 누구도 지난 30년간 같이 살아 온 서세원씨 부부가 이런식으로 위기에 빠질 것이라고 예상하는 이는 드물었을 것이다. 왜냐하면 방송에 가끔씩 비쳐지는 그들의 모습은 항상 행복하고 단란한 가정의 전형적 모습이었기 때문이다. 실제로 그녀의 저서 '사랑스런 악처 서정희의 작은 반란'에서 서세원씨와의 연애시절 스토리와 살림살이 노하우 등을 기술했다. 하지만 최근 기사에서 그녀는 '결혼 생활 32년동안 포로로 살았다'라고 진술했다. 양 측의 말을 전부 들어봐야 하겠지만, 그녀가 결혼생활부터 지금까지 자신의 인지와 다른 행동들을 해왔던 것은 분명한 사실이다. 또, 서세원씨가 잠시 목사로 생활할 때 '변하겠지'라는 생각을 가지고 부부생활을 이어갔다고 진술했는데, 이는 자신의 인지를 변화시켜 행동을 정당화하는 것으로 인지부조화에 해당하는 것이다.

## 실생활에서 쓰이는 인지부조화
지금까지 설명했던 인지 부조화 이론의 특징은 직관과 반대되는 인간 행동을 설명한다는 것이다. 이는 몇 가지 분야에서 실용적으로 적용할 수 있다.

### 교육
교육 분야에서 인지부조화는 주로 동기 부여에 이용된다. 문제를 해결하려 하는 욕구에서 오는 인지부조화는 학생들에게 많은 영향을 줄 수 있다. 연구자들은 외부적인 보상을 제공하지 않음으로써 학생들의 동기 부여에 강력한 영향을 줄 수 있다는 것을 알아냈다. 이는 보상이나 처벌이 없는 자기 정당화 효과로 설명할 수 있다. 예를 들어, 유치원생들에게 퍼즐을 맞추면 보상을 준다고 할 때, 그렇지 않은 아이들에 비해 퍼즐을 완성시키는데 흥미를 덜 보였다. 여기서 연구자들은 결론을 내렸는데, 외부적인 보상이 업무동기를 저하시키고, 동기부여로 인해 업무를 한다면, 자발적으로 업무를 하는 것에서 얻는 즐거움에 비해 적은 즐거움을 찾을 수 있다는 것이다.

### 심리치료
심리치료에서도 인지부조화 이론이 적용된다. 몇몇의 사회적 심리학자들은 치료를 자유롭게 선택하고, 선택한 치료에 노력과 돈을 쏟은 고객들은 치료의 효과가 뛰어나다는 것을 주장했다. 한 연구에서는 비만인 아이들이 그들이 자유롭게 받은 치료가 더 큰 체중 감량을 이뤘다는 결과를 입증했다.

### 건강과 사회적 행동
보건문제와 친 사회적인 측면에서도 인지부조화가 사용될 수 있다. 보건문제의 예를 들어보자면, 인지부조화는 건강의 관련된 캠페인을 촉진시킬 수 있다. 예를 들어 콘돔의 사용 장려 등이 있다. 또 친사회적인 측면에서 쓰레기를 버리지 말자는 캠페인이나, 인종차별을 줄이는 것, 또 과속 반대 캠페인에 대한 준수 등 개개인을 독려하고, 목적을 이루는데 인지부조화는 다양하게 사용된다.

### 마케팅
소비자들의 인지부조화를 이해하고 연구하는 것은 마케팅 분야에서 자주 쓰인다. 소비자가 구매할 시 인지부조화를 일으키는데 세 가지 조건이 있다. 먼저 많은 돈이 연루가 되었고, 또 고객들이 대안들 사이에서 선택하는데 자유롭고, 그 결정은 되돌릴 수 없어야 한다.

Lindsey Mullikin의 연구에서는 고객들이 예상하지 못한 가격을 만났을 때 부조화를 감소시키는 세 가지 반응을 보인다고 한다. 먼저, 고객이 변함없이 이전 상품을 구매하거나, 아니면 태도에 변화를 주거나, 그냥 그러려니 하게 될 수도 있다. 고객이 변함없이 이전 상품을 구매하려 한다면, 상품에 대한 조사를 할 때 이전의 선입견들이 작용하여 구매의 이동을 막을 것이다. 그 과정에서 인지부조화가 일어난다. 새로운 정보를 찾을 때 그들의 신념과 맞는 것만 골라서 인지하기 때문이다. 만약 다른상품과의 가격차이가 크거나, 대체상품의 질이 월등히 좋다면 대체상품을 택함으로써 행동을 변화 시킬 것이다. 인지부조화 상태로 얻는 만족감보다, 외적인 다시말해 경제적인 만족감이 더 크기 때문이다.

인지부조화는 또한 과거의 구매를 관리하고 설명하는데 유용하다. 만약 한 소비자가 다른 상품을 구매한 것이 더 만족스럽다면, 그는 더 이상 이전의 제품을 사지 않을 것이다. 이를 막기 위해 마케터들은 계속해서 구매자들에게 자사의 제품이 그의 욕구를 만족시키는 것을 확신하게 하주고, 그 과정에서 인지 부조화를 줄임으로써, 재구매를 하도록 이끈다.

## 대안이론
인지부조화 이론이 심리학적으로 입증되었고, 많은 연구에 쓰이고 있지만, 인간의 태도와 행동을 설명할 다른 대체이론이 있다.

### 자기 지각 이론
Daryl bem은 일찍이 인지부조화를 비판했다. 그는 기나긴 연구 결과, 더 정교한 대체 이론인 자기 지각 이론을 제안했다.
그에 의하면 사람들은 자신의 태도에 대해 깊이 생각하지 않는다. 자기 지각 이론이란 특별한 취향이 없거나, 무의식적인 행동을 할 때 행위자가 자신의 행동을 바탕으로 태도를 추리해 내는 것을 말한다. 한 개인은 자신의 감시자가 될 수 있다. 이 말은 그들의 외적인 신호가 그들의 내적 상태를 나타낼 수 있다는 것이다. 즉, 자신도 자기의 내면을 잘 모를 수 있다는 것이다. 자기 지각 이론에서는 사람들이 내적인 인지나 감정 상태를 고려하지 않고 행동을 통해 태도를 속단한다고 말하고 있다. 그는 위에서 설명한 유도 복종적 패러다임의 실험으로 다른 해석을 내 놓았는데, 20달러를 받은 자들에게 일이 즐거운 지 물어봤을 때, bem은 돈이 행동의 외적인 동기역할을 하여, 20달러를 받은 사람들이 정말 즐거워서 그 업무를 하는게 아닌, 돈 때문에 업무를 하는 것이라고 답했다고 설명한다.
많은 연구결과에서 벰의 이론과 페스팅거의 인지부조화 이론은 동일한 예측을 한다. 그러나 인지부조화 이론만이 유쾌하지 않은 긴장이나 각성의 존재를 예측한다. 따라서 이를 제대로 설명하지 못하는 자기 지각이론은 모든 연구에서는 적용이 되지 않는다고 할 수 있다.

### 균형 이론
프리츠 하이더는 태도의 변화와 관련한 동기 이론을 제안했는데, 사람들이 항상 정신적 균형을 유지하고 개선시키려 하는 성향에서 비롯된 이론이다. 이것을 가능하게 하는 것은 일관성 동기라고 알려져 있는데, 일관성 동기란 한 사람의 가치관이나 믿음을 항상 유지하려는 내적 강요라고 할 수 있다. 균형이론에 의하면, 상호작용하는 세 가지의 것들이 있다. 첫번째는 주체가 되며, 두번째는 또다른 사람, 세번째는 사물이나 다른 것들이 된다. 이들은 하이더의 균형이론에 의하면 각각 P,O,X로 지칭할 수 있고, 균형이론을 P-O-X이론이라고 부르기도 하는 이유다. 이들은 각각 아래 그림에서 삼각형의 꼭지점을 차지 하고 두개의 관계를 공유한다.
```
1. 단위 관계: 사람이나 사물이 서로 유사하거나 근접할 때 (여기서 사물은 나 아닌 모든 것을 지칭한다. 제 3자나 동물도 될 수 있다는 것이다.)
2. 감정 관계: 사람이나 사물에 대한 평가 (호감, 비호감)
```

예를 들어 설명해보자. 먼저 균형적인 상태에 대해 알아보려 한다. 각각의 P,O,X들은 각각 두개씩 짝지어 양과 음의 관계로 관계를 맺을 수 있는데, 이를 곱하였을 때 양의 상태가 되어야 균형을 이룬 것이라고 할 수 있다.
```
P: 나
O: 철수
X: 철수의 패션 신발
```

"나는 철수가 좋다"

"철수는 유행하는 신발이 있다"

"나는 그 신발이 좋다"

세 가지의 상태는 각각 서로 양의 관계를 형성하여, 조화로운 상태에 해당한다.
사람들은 불균형상태를 피하기도 하는데, 다른 예를 들어볼 것이다.
```
P: 나
O: 나의 어머니
X: 나의 어머니의 요리
```

"나는 어머니가 좋다"

"어머니는 내게 요리를 해주셨다"

"나는 그 요리가 맛있다."

이 예시에서 만약 요리가 맛이 없다고 해도, 하이더의 이론에 의하면 균형을 이루려는 성질때문에 나는 어머니의 요리를 좋아하게 된다. 만약 어머니의 요리가 싫다고 한다면, 균형이 어긋나기 때문에, 나는 불편함을 느끼게 된다. 그러한 불편함을 해소시키려는 노력은 위에서 설명한 균형이론으로 설명된다.

### 비용편익 분석
Jules dupuit은 경제학 관점에서 행동과 인지가 해석될 수 있다고 보았다. 개인들이 의사결정에서 비용과 편익을 비교한다는 것이다. 그의 이러한 관점은 의사결정자가 비용 대비 편익을 면밀히 따진 후, 의사결정의 정당화에 힘을 실어주는데 도움을 주며, 다른 의사결정과의 비교도 가능하게 해준다는 것이다.
비록, 이 분석이 경제적인 환경과 같은 상황에서는 잘 작용하지만, 사람들은 비용과 편익을 비교하는 것에 그렇게 익숙하지 않으며, 그것을 비효율적으로 생각하기 쉽다는 단점이 있다.

### 자기 불일치 이론
E. Tory Higgins는 개인이 세 가지 자아를 지닌다고 말한다.
1. 실제 자아 - 자신의 실제 모습에 대한 생각 (기본적인 자아)

2. 이상적인 자아 - 자신이 소유하고 싶어하는 모습에 대한 신념 (희망, 고취, 동기부여 되는 것)

3. 당위적 자아 - 자신이 가져야 하는 책임이 있다는 생각 (의무)

이것들이 서로 불균형 상태를 이룰 때, 개인들은 불일치를 줄여야 한다는 생각을 갖게 된다고 그는 말한다.

### 부정적결과
Brock과 Balloun는 1967년에 인지부조화는 행동이 부정적인 결과를 발생시키는 것에 상관없이 외부 정보에 의해 불일치가 생겼을 때 발생한다고 주장했다.
수년 후, 다른 연구자인 1975년에 Batson은 비슷한 결과를 논문에 발표한 바 있다. 그 후 이러한 연구결과와 비슷하지만 좀 더 체계적인 이론을 만든 것이 Cooper와 Fazio이다. 그들은 인지부조화는 불일치보다 부정적 결과에 의해 발생한다고 주장했다. 단순한 인지 사이의 불일치보다 그 결과가 잘못됐고, 해롭다고 느껴지고, 자신이 원하지 않았던 결과를 낳을 때 사람들의 기분을 좋지 않게 만드는 것이다. 즉, 1959년에 Festinger and Carlsmith의 실험에서 참가자들이 그들의 행동을 바꾼 이유는 단지 인지 사이의 불일치 때문이 아니라 그들의 행동이 안 좋은 결과를 가져왔기 때문인 것이라는 주장이다. 사람들은 불일치에 있는 상태일 때 불일치와 관련된 행동을 바꾸려는 동기부여를 받지만, 자신이 바꾼 행동으로부터 부정적인 결과가 발생하지 않아야 한다는 전제가 되어있어야 하는 것이다. 그러나 이어진 연구에서 다소 다른 결과가 나오는데, 이는 사람들이 어떤 것을 잘못했다고 느끼지 않아도 부조화를 겪는다는 것을 발견했다. 하나의 예시로 1992년, Aronson와 동료들은 사람들이 그들의 말의 결과가 유익할 때 조차도 부조화를 겪는다는 것을 보여줬는데, 예를 들면, 성적 활동을 많이 하지만, 콘돔을 사용하지 않는 학생들에게 사람들이 콘돔을 사용하도록 설득하는 경우이다. 분명 설득으로 인해 발생하는 결과가 긍정적이지만, 자신이 콘돔을 사용하지 않기 때문에 학생들은 인지부조화를 경험하게 되는 것이다.

### 자유 선택 패러다임 비판
Chen과 그의 동료들은 인지부조화의 패러다임 중 하나인 자유 선택 패러다임을 비판했다. 대부분 실험자들이 인지부조화가 발생되는 선택을 할 경우 그 이후에는 합리화를 통해 인지부조화가 점점 줄어드는 것이라고 가정을 했는데, Chen은 이런 해석을 우려했고 강하게 비판 했다. 순위를 매기고 선택한 후 또 순위를 매기는 기존의 인지 부조화를 연구하는 방법이 효과가 없다고 주장했고, 그들은 조사대상들의 선택이 두 번째 조사에서 기존의 선택과 달라진다면, 달라진 선택에 대한 태도 또한 달라진다는 가정을 기반으로 둔 연구 디자인을 주장했다. Chen은 그들이 두 번째 조사에서 다른 순위를 매기는 것에는 다른 이유가 있는 것이라는 것을 보여줬는데, 그것은 참가자들이 질문에 대해 상당히 무관심하기 때문이라는 것이다. Chen의 연구를 지지하는 많은 연구가 있지만, 그렇지 않은 연구도 많으며, 아직도 논쟁이 되고 있다. 그렇지만 현재 상당히 많이 조사에 쓰이는 것은 사실이다.

### 행동이나 동기에 기반한 모델
이 이론은 불일치가 행동을 간섭할 수 있기 때문에 인지에서의 불일치가 사람들을 괴롭게 만들 수 있다고 말한다. 만약 사람들이 현재의 태도나 믿음에 일치하지 않는 행동을 자유롭게 선택한다면, 그들은 이후 현재의 행동에 맞춰 그들의 태도나 믿음을 바꾸게 된다. 만약 사람들이 부조화를 겪은 후 그들의 태도를 바꿨다면, 그들은 또한 행동에 일치되고자 하는 의무감을 갖는다. 부조화가 발생했을 때 사람들은 부정적인 정서 상태를 갖고, 이는 문제가 되고 있는 불일치를 해결하고자 그들의 행동을 다시 생각하게 만든다.

## 같이 보기
- 계획행동이론
- 사회비교이론
- 사회교환이론
- 귀인 이론

## 참조
1. 1 2 3 4 5  Festinger, L. (1957). A Theory of Cognitive Dissonance. California: Stanford University Press.
2. ↑  김종재, 지식사회와 인간관계, 박영사(2013)
3. ↑  로렌 슬레이터, 스키너의 심리상자 열기, pp 147-175.
4. ↑  Harmon-Jones, Eddie, A Cognitive Dissonance Theory Perspective on Persuasion, in The Persuasion Handbook: Developments in Theory and Practice, James Price Dillard, Michael Pfau, eds. 2002. Thousand Oaks, CA: Sage Publications, p.101.
5. ↑  Festinger, L.; Carlsmith, J.M. (1959). "Cognitive consequences of forced compliance". Journal of Abnormal and Social Psychology 58 (2): 203–210. doi:10.1037/h0041593.
6. ↑  Aronson, E.; Carlsmith, J.M. (1963). "Effect of the severity of threat on the devaluation of forbidden behavior". Journal of Abnormal and Social Psychology 66 (6): 584–588. doi:10.1037/h0039901.
7. ↑  Brehm, J. (1956). "Post-decision changes in desirability of alternatives". Journal of Abnormal and Social Psychology 52 (3): 384–389.
8. ↑  Aronson, E.; Mills, J. (1956). "The effect of severity of initiation on liking for a group" (PDF). Journal of Abnormal and Social Psychology 59: 177–181.
9. ↑  [참고](Aronson, E., & Mills, J. (1959). The effect of severity of initiation on liking for a group. The Journal of Abnormal and Social Psychology, 59(2), 177–181. https://doi.org/10.1037/h0047195)https://psycnet.apa.org/record/1960-02853-001
10. ↑  Elster, Jon. Sour Grapes: Studies in the Subversion of Rationality. Cambridge 1983, p. 123ff.
11. ↑  Prasad, J. (1950). "A comparative study of rumours and reports in earthquakes". British Journal of Psychology 41 (3-4): 129–144.
12. ↑  서정희, 사랑스런 악처 서정희의 작은 반란, 제이피유비(1997)
13. 1 2  http://www.hkbs.co.kr/?m=bbs&bid=envplus11&uid=351433
14. ↑  Mullikin, Lindsey J (2003). "Beyond reference pricing: Understanding consumers' encounters with unexpected prices". Journal of Products & Brand Management 12 (3): 140–153. doi:10.1108/10610420310476906.
15. ↑  Bem, D.J. (1965). "An experimental analysis of self-persuasion". Journal of Experimental Social Psychology 1 (3): 199–218. doi:10.1016/0022-1031(65)90026-0.
16. ↑  Bem, D.J. (1967). "Self-perception: An alternative interpretation of cognitive dissonance phenomena" (PDF). Psychological Review 74 (3): 183–200. doi:10.1037/h0024835. PMID 5342882.
17. ↑  Heider, F. (1960). The gestalt theory of motivation. Nebraska symposium on motivation, 8, 145-172
18. ↑  Dupuit, J. (1969). On the measurement of the utility of public works. Readings in Welfare
19. ↑  Higgins, F. (1960). Self-discrepancy: a theory relating self and affect. Psychological review, 94(3), 319.
20. ↑  Cooper, J., & Fazio, R.H. (1984). A new look at dissonance theory. In L. Berkowitz (Ed.), Advances in experimental social psychology (Vol. 17, pp. 229–266). New York: Academic Press.
21. ↑  Harmon-Jones, E.; Brehm, J.W.; Greenberg, J.; Simon, L.; Nelson, D.E. (1996). "Evidence that the production of aversive consequences is not necessary to create cognitive dissonance" (PDF). Journal of Personality and Social Psychology 70 (1): 5–16. doi:10.1037/0022-3514.70.1.5.
22. ↑  Chen, M.K.; Risen, J.L. (2010). "How choice affects and reflects preferences: Revisiting the free-choice paradigm". Journal of Personality and Social Psychology 99 (4): 573–594. doi:10.1037/a0020217.
23. ↑  Beckmann, J; Kuhl, J (1984). "Altering information to gain action control: Functional aspects of human information processing in decision making". Journal of Research in Personality 18: 224–237. doi:10.1016/0092-6566(84)90031-x.